# Cinéma émirati

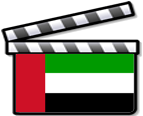
Un clap aux couleurs du drapeau émirati.

Le cinéma émirati ou cinéma émirien désigne l'activité cinématographique dans l'État des Émirats arabes unis dans le golfe Persique, qui est constitué des sept émirats Abou Dabi, Ajman, Charjah, Dubaï, Fujaïrah, Oumm al Qaïwaïn et Ras el Khaïmah. De par la langue majoritairement utilisé dans les films émiratis, il fait partie du cinéma arabe.

## Histoire
L'histoire du cinéma aux Émirats arabes unis remonte au milieu du XXe siècle, les premières projections ayant lieu dans des lieux improvisés en plein air. L'un des premiers cinémas connus est le Sharjah Paramount, créé vers 1945. Ce cinéma en plein air projetait des longs métrages et des documentaires, les spectateurs étant assis sur des barils de kérosène remplis de sable. Des développements similaires ont eu lieu à Dubaï, où Al Watan Cinema, le premier cinéma de la ville, a été créé en 1953 sur Nasser Square (aujourd'hui Baniyas Square). Ces premiers cinémas s'adressaient principalement aux expatriés et au public local et projetaient un mélange de films indiens, britanniques, américains, égyptiens et libanais. La présence du cinéma indien était particulièrement forte, reflétant la composition démographique de la région à l'époque.
Dans les années 1960 et 1970, la popularité du cinéma s'est considérablement accrue, ce qui a conduit à la création de salles de cinéma plus formelles. Il s'agissait notamment de cinémas autonomes situés dans les principales zones urbaines, qui proposaient une plus grande sélection de films. Toutefois, l'accès aux cinémas est resté quelque peu limité en dehors des grandes villes, les projections de films ayant souvent lieu dans des lieux improvisés ou dans le cadre d'événements organisés localement.
Le paysage cinématographique des Émirats arabes unis s'est considérablement transformé à la fin des années 1990, lorsque les cinémas autonomes ont commencé à décliner au profit des multiplexes situés dans les centres commerciaux. Cette évolution est due à l'urbanisation rapide du pays et à l'émergence des centres commerciaux en tant que pôles de divertissement combinant des activités de vente au détail, de restauration et de loisirs. L'introduction des multiplexes a permis au public de vivre une expérience cinématographique plus moderne et plus immersive, s'alignant ainsi sur les tendances mondiales de l'industrie.
La croissance des multiplexes a également coïncidé avec des avancées technologiques, telles que l'introduction de la projection numérique et des écrans IMAX, qui ont contribué à améliorer l'expérience des spectateurs. L'expansion des grandes chaînes de cinéma, dont Vox Cinéma et Reel Cinema, a renforcé la transition vers des complexes cinématographiques commerciaux à grande échelle. Au début des années 2000, les salles de cinéma indépendantes traditionnelles qui avaient autrefois défini la culture cinématographique des Émirats arabes unis avaient largement disparu.
Au cours des années 2020, les Émirats arabes unis ont intensifié leurs efforts pour se positionner en tant que centre régional de production et d'exploitation cinématographiques. Une initiative majeure à cet égard a été la décision de la Commission du film d'Abou Dabi pour 2024 d'augmenter son crédit d'impôt de production à un minimum de 35 %. Cette mesure incitative vise à attirer les productions internationales aux Émirats arabes unis en offrant des avantages financiers aux cinéastes qui choisissent de tourner dans le pays. Cette mesure devrait soutenir l'industrie cinématographique locale et encourager les investissements dans les infrastructures et le développement des talents.
En outre, IMAX Corporation a annoncé son intention d'étendre sa présence aux Émirats arabes unis et en Arabie saoudite en 2024, en créant jusqu'à 67 nouveaux cinémas dans la région. Cette expansion reflète la demande croissante d'expériences cinématographiques haut de gamme, ainsi que l'engagement des Émirats arabes unis à maintenir leur statut de marché clef du divertissement au Proche-Orient. L'investissement continu dans l'infrastructure cinématographique, combiné à un nombre croissant de productions locales et internationales, souligne les ambitions des Émirats arabes unis de développer une industrie cinématographique mondialement reconnue.
Les Émirats arabes unis sont l'un des plus grands marchés cinématographiques du Moyen-Orient, représentant 30 % des recettes totales du box-office régional. Cette domination est attribuée à des investissements continus dans l'infrastructure cinématographique et à des partenariats solides avec les principaux studios de cinéma mondiaux. Au cours des huit premiers mois de l'année 2024, le secteur cinématographique des Émirats arabes unis a généré des recettes de 517 millions d'AED et a attiré environ 11 millions de spectateurs. Le pays compte désormais 702 écrans répartis sur 72 sites dans tout le pays, ce qui renforce son statut d'acteur clé de l'industrie du divertissement dans la région.

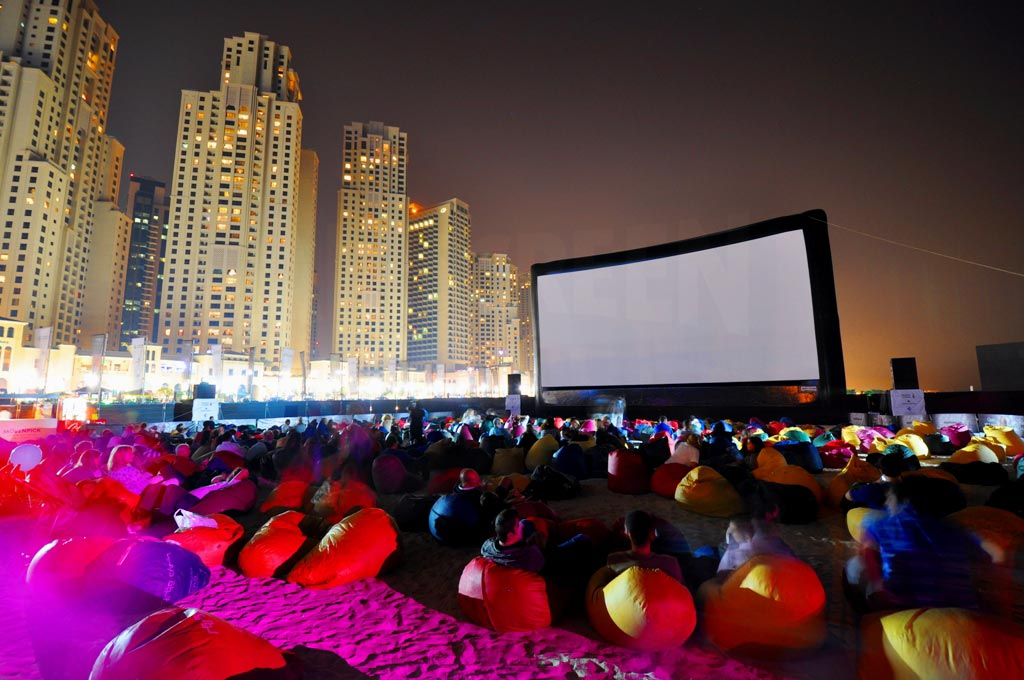
Le cinéma en plein air au Festival international du film de Dubaï 2010.

En 2002, le concours du film émirati est créé, influençant ainsi une génération de cinéastes émiratis à explorer le format du court métrage. Le concours est fusionné avec le Festival du film d'Abou Dabi, qui est finalement fermé en même temps que le festival du film du Golfe. Cependant, le Festival international du film de Dubaï est fondé en 2004 et se poursuit jusqu'à aujourd'hui. En avril 2018, il est annoncé que la 15e édition du festival serait reportée à 2019, relançant le festival en tant que festival bisannuel après 14 ans d'existence.
En 2005, The Dream devient le premier film émirati à être distribué dans les cinémas des Émirats arabes unis. Les Émirats arabes unis ont ensuite commencé à attirer des films et des séries télévisées d'Asie du Sud, principalement des productions du cinéma hindi et pakistanais.
En outre, les Émirats arabes unis disposent d'un studio de cinéma (Studio City de Dubaï (ar)) qui est construit pour développer la production cinématographique dans la région. La Commission du film et de la télévision de Dubaï (ar) (DTFC), créée conformément à la décision 16 du Conseil exécutif de 2012, est la seule autorité à délivrer des autorisations de tournage à Dubaï. À Abou Dabi, la Commission du film d'Abou Dabi délivre des autorisations de tournage aux sociétés de production qui détiennent une licence commerciale valide de l'autorité de la zone des médias.
En 2008, Majid Abdoulrazak est devenu le premier cinéaste émirati à adapter un livre en film en s'inspirant du roman Le Désert des déserts (ar) (الرمال العربية) de Wilfred Thesiger.
En 2009, la deuxième édition du Festival du film du Golfe a accueilli pour la première fois deux longs métrages émiratis. The Circle, du cinéaste et acteur Nawaf Al-Janahi, raconte l'histoire d'Ibrahim, un poète et journaliste qui capture un voleur et se retrouve à changer de vie avec lui. Le réalisateur et romancier Saleh Karama a également présenté son premier long métrage, Henna, dans lequel la mère du personnage principal est malade et ses crises fréquentes ont conduit à un divorce ; Henna, orpheline de père, doit trouver un moyen d'entrer en relation avec sa nouvelle figure paternelle, un parent bédouin qui arrive du désert avec ses chameaux pour rendre visite à la famille.
La sixième édition du festival international du film de Dubaï, en 2009, a été marquée par d'autres projections du film The Circle et par la première du film multilingue City of Life (ar) (دار الحي) du réalisateur émirati Ali F. Mostafa, qui est sorti dans les cinémas des Émirats arabes unis l'année suivante.
Le film Sea Shadow (ar) de Nawaf Al-Janahi est sorti le 17 novembre 2011.
Le premier long métrage de science-fiction émirati intitulé Aerials (ar) est sorti le 16 juin 2016,. Réalisé par S. A. Zaidi (ar) et produit par Ghanem Ghubash (ar), Aerials est sorti aux Émirats arabes unis en même temps qu'Independence Day: Resurgence pour contraster avec les deux films d'invasion extraterrestre.
Les EAU possèdent également leurs propres cinémas indépendants, tels que The Scene Club et Cinema Akil, fondés respectivement en 2007 et 2014. Cinema Akil est devenu la première salle de cinéma indépendante permanente en septembre 2018.
Le documentaire écologiste Zayed's Antarctic Lights de l'Agence de l'environnement d'Abou Dabi, Year of Zayed, qui relate l'aventure de l'équipe Zayed de l'agence en Antarctique, où elle a envoyé un message au monde avec des lampes solaires, a remporté une médaille mondiale de bronze aux Prix de la télévision et du cinéma de New York,,.
Le documentaire environnemental Wild Abu Dhabi: The Turtles of Al Dhafra, qui présente les tortues d'Al Dhafra et le programme de conservation de l'agence, a remporté un prix de finaliste aux Prix de la télévision et du cinéma de New York 2021,.